# Peugeot 2008
El Peugeot 2008 es un vehículo deportivo utilitario del segmento B producido por el fabricante francés Peugeot desde el año 2013. Tiene motor delantero transversal, tracción delantera, cinco plazas y carrocería de cinco puertas. Reemplazó indirectamente a la versión familiar del Peugeot 207, y la primera generación utiliza la plataforma del Peugeot 208 I, el Citroën C3 II y el Citroën DS3 entre otros.
El modelo se anticipó como prototipo en el Salón del Automóvil de Pekín a principios de 2012 bajo la denominación Peugeot Urban Crossover Concept, y luego en una versión más realista en el Salón del Automóvil de París a fines de ese año con el nombre Peugeot 2008 Concept. El 2008 de producción se presentó al público en el Salón del Automóvil de Ginebra de 2013. Se fabrica en España para el mercado europeo, en Argentina para el mercado latinoamericano, y en China.
Se comenzó a comercializar a partir del 20 de mayo de 2013, con unas ventas mayores a las esperadas por Peugeot, por lo que estuvieron obligados a doblar la producción del modelo.
En junio de 2019, bajo el estandarte Unboring the future, Peugeot comenzó a renovar su gama de modelos dándoles un corte más lujoso, así se anunció la segunda generación del 2008 con más tecnología y la posibilidad de equipar propulsores eléctricos sobre la nueva plataforma CMP del Groupe PSA, como el 208 II o el DS3 Crossback.

## Primera generación (2013-2019)

### Lugar de producción
El Peugeot 2008 se produjo inicialmente en Mulhouse (Francia) y en Wuhan (China), después también en la fábrica del Groupe PSA en Porto Real en el estado de Río de Janeiro en Brasil. Peugeot denominó al 2008 como "World Car".

### Rediseño

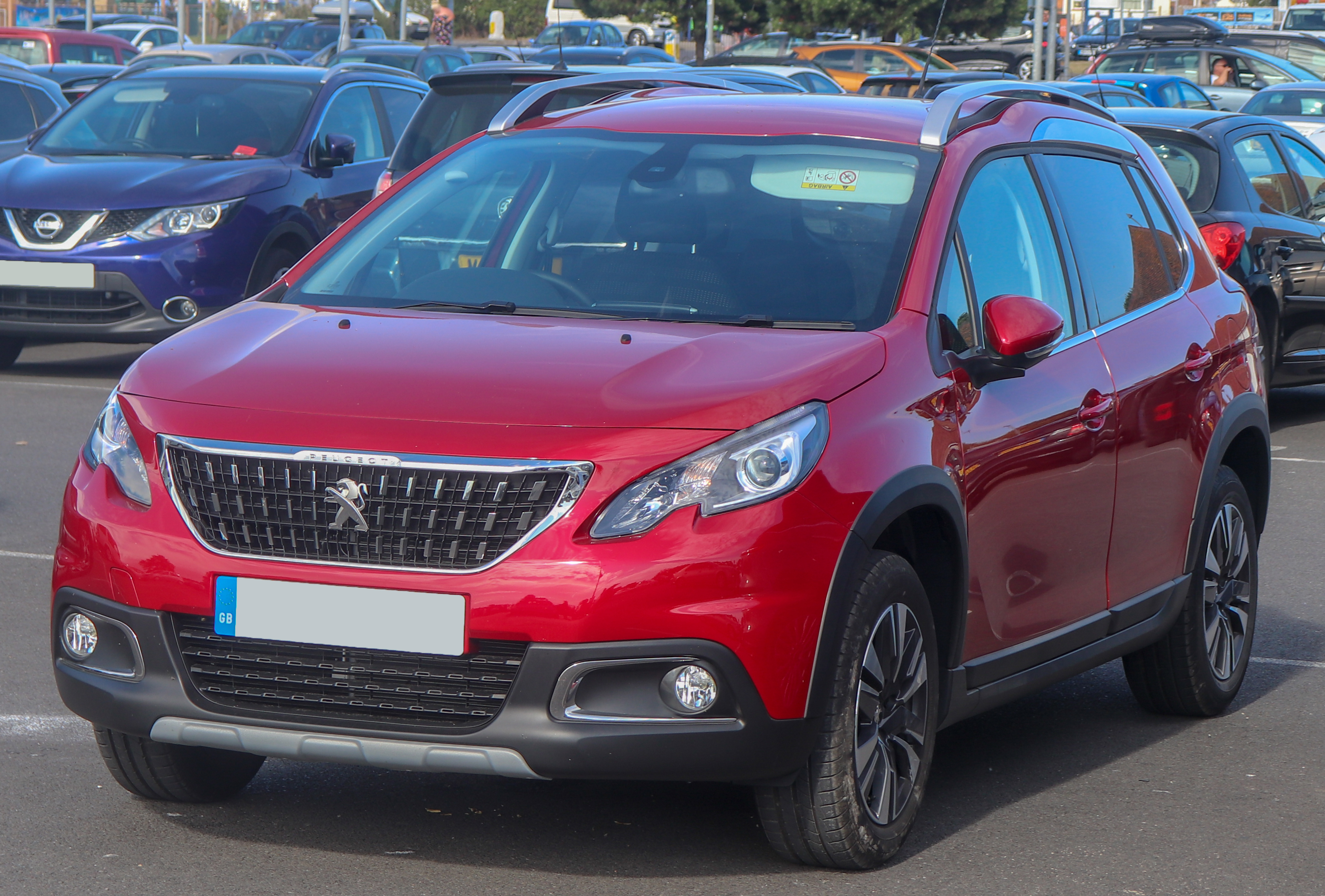
Peugeot 2008 rediseñado

En el Salón del Automóvil de Ginebra de 2016 se presentó la versión rediseñada cuya parrilla ahora es reconocible por sus aspiraciones orientadas verticalmente y sus marcas de león integradas. Además el rediseño del 2008 tiene el paso de rueda en plástico negro y la versión de equipamiento Allure se puede ampliar con el paquete GT-Line.

### Motores y precios
Peugeot 2008 1.2 VTi 82 CV Access - 14.900 euros
Peugeot 2008 1.2 VTi 82 CV Active - 16.500 euros
Peugeot 2008 1.6 VTi 120 CV Access - 19.800 euros
Peugeot 2008 1.6 e-HDi 92 CV Active - 18.400 euros
Peugeot 2008 1.6 e-HDi 92 CV Active CMP - 18.900 euros
Peugeot 2008 1.6 e-HDi 92 CV Allure - 20.500 euros
Peugeot 2008 1.6 e-HDi 115 CV Allure - 21.200 euros

### Seguridad
| Resultados de prueba Euro NCAP            | Resultados de prueba Euro NCAP | Resultados de prueba Euro NCAP |
| ----------------------------------------- | ------------------------------ | ------------------------------ |
| Peugeot 2008 1.2 Vti 'Active', LHD (2013) |                                |                                |
| Prueba                                    | Puntuación                     | %                              |
| General:                                  | 5/5 estrellas                  | 5/5 estrellas                  |
| Ocupante adulto                           | 31.8                           | 88%                            |
| Ocupante menor                            | 38.2                           | 77%                            |
| Peatón                                    | 26.2                           | 72%                            |
| Asistencias de seguridad                  | 6.3                            | 70%                            |

### Galería
|                                                  |
| Peugeot 2008 VTi Allure (Alemania; pre rediseño) |

|                                                  |
| Peugeot 2008 VTi Access (Alemania; pre rediseño) |

|                                           |
| Peugeot 2008 Crossway (Francia; Rediseño) |

|                                 |
| Peugeot 2008 (Europa; rediseño) |

|          |
| Interior |

## Segunda generación (2020-)
El Peugeot 2008 II es un SUV compacto del grupo francés PSA, dentro de la marca Peugeot. Por prima vez será posible equipar un SUV de Peugeot con un propulsor completamente eléctrico, con el e-2008. Peugeot quiso imprimir un ambiente de mayor calidad en esta generación, por medio de materiales más suaves al tacto y mejor calidad de ensamble. Se basa fuertemente en 208 de segunda generación, incluye también la iluminación de LED en forma de garra para sus luces de día. El exterior puede llevar un techo en contraste con el color de la carrocería y montar accesorios deportivos para la variante GT-Line, tales como rines de 18 pulgadas y salida de escape doble. La variante eléctrica lleva la parrilla pintada al color de la carrocería.
El grado de equipamiento también se incrementa respecto a la generación anterior, según versiones, el Peugeot 2008 II podrá llevar techo panorámico, infotenimiento con pantalla de 10" compatible con Android Auto y Apple CarPlay, sistema de navegación TomTom con información de tráfico en tiempo real, cuadro de instrumentos digital con gráficos en 3D y sistema de sonido Focal.
Al utilizar la plataforma CMP, el nuevo 2008 crece casi 15 cm hasta llegar a 4.3 metros de largo, con distancia entre ejes de 2.6 metros. El maletero ahora ofrece un volumen de 434 litros.

### Historia
El modelo sucesor del Peugeot 2008 I se presentó el 19 de junio de 2019. A finales de 2019 se ofrecerá el cinco plazas. Se producirá en la española Vigo y en la china Wuhan.
Después del Peugeot 208 II, el 2008 II es el segundo modelo de Peugeot que se construye sobre la plataforma CMP del consorcio PSA como el DS3 Crossback lanzado a finales de 2018. Por fuera el SUV se asemeja a los más grandes Peugeot 3008 y Peugeot 5008. En la parte baja del capó está colocada la denominación del modelo como en el Peugeot 508 II.
En 2024, se anunció el lanzamiento de la nueva generación del Peugeot 2008 en América Latina, donde se empezó a producir en Argentina en julio de 2024.

### Camino a la conducción autónoma
La segunda generación del 2008 retoma las asistencias de conducción que ya estaban disponibles en el modelo anterior y las perfecciona para ofrecer cualidades similares a las de un vehículo autónomo. Con el paquete Drive Assist Plus, el control de velocidad de crucero se apoya en el asistente de mantenimiento de carril y suma la función stop & go. Entre otras novedades, se habla también del sistema de estacionamiento automático, freno autónomo de emergencia con capacidad de detectar peatones y ciclistas a velocidades entre 5 y 140 km/h, alerta de atención del conductor, asistente de luces altas automáticas, reconocimiento de señales de tránsito y monitor de punto ciego.

###### Datos técnicos
Están disponibles tres variantes de propulsión con seis niveles de potencia para la segunda generación del 2008: un motor a gasolina 1,2 litros, un motor a diésel 1,5 litros y un motor eléctrico de 100 kW (136 PS) de potencia. La versión eléctrica dispone de una batería de 50 kWh que tiene un rango de 310 km de autonomía. Todas estas variantes de propulsión también están disponibles en el DS3 Crossback.

### e2008 (eléctrico)

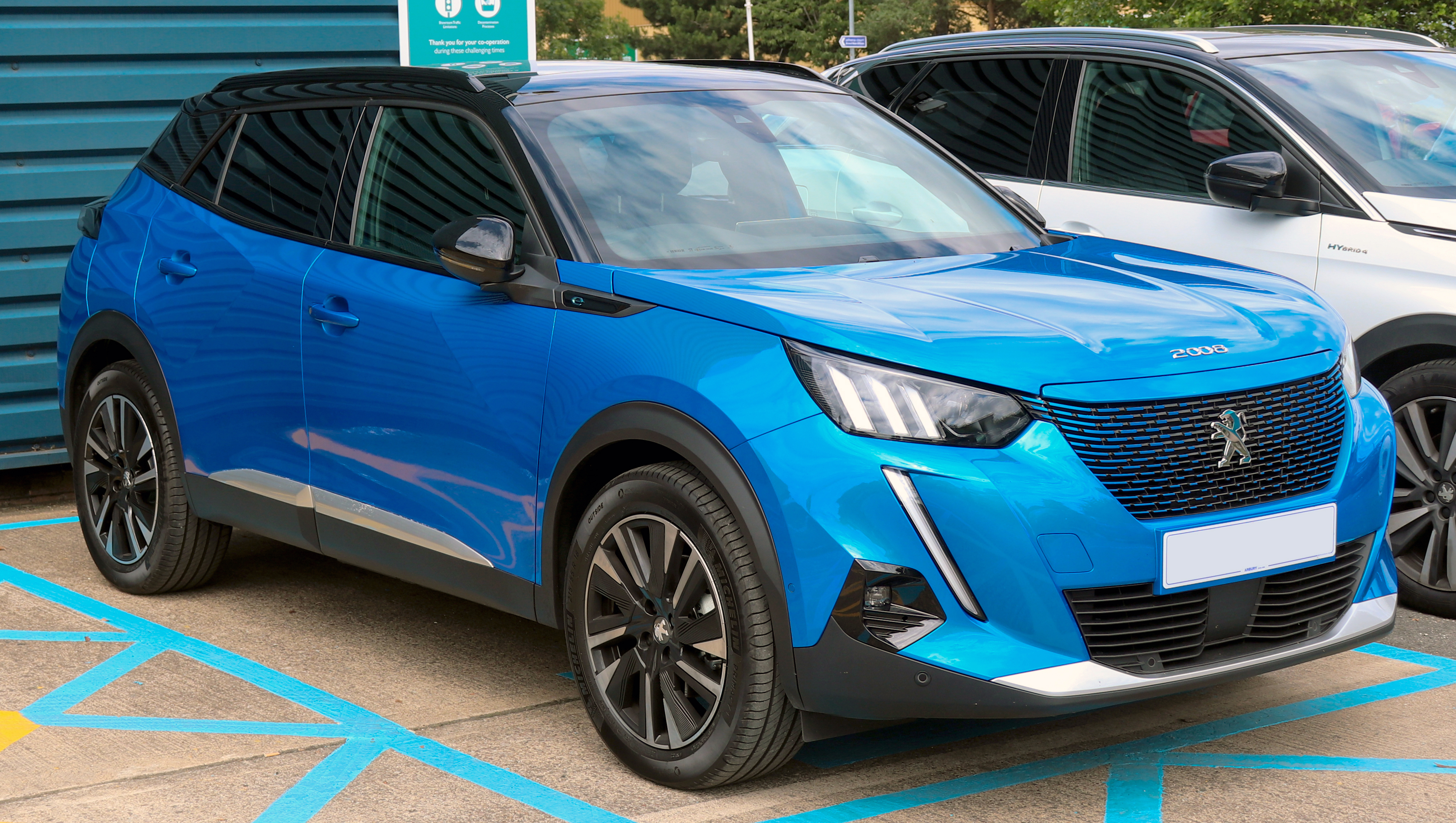
Peugeot e2008

En junio de 2019 se presentó una nueva versión eléctrica. Tiene una batería de 50 kWh con garantía de ocho años que le proporciona una autonomía de 310 km según WLTP. Tiene una potencia de 136 CV. Dispone de cargador CCS Combo. El inicio de ventas esta previsto a finales de 2019.

### Peugeot 2008 II Facelift (2024-presente)

Peugeot 2008 II GT 2024

El Peugeot 2008 II fue presentado en 2024, producido en la planta El Palomar, ubicada en Argentina, de donde exporta hacia los demás países del continente, en conjunto de la planta Española en Vigo que lo exporta hacia Europa. Comparte características en el facelift del 208 lanzado en par. Esta desarrollado en la plataforma modular CMP, equipando un motor turbo T200, generando 120CV de pontencia máxima 5.570RPM. Esta comparte motorizacion con la similar Fiat Pulse. (Solo para Sudamérica) En Europa se ofrece el E-2008 y micro híbridos similares, o si consideramos nafteros esta el 1.2 Puretech de 100CV.
Se ofrece en verisiones Active, Allure y GT.  En todas las gamas se ofrece ayuda al arranque en pendiente, airbags frontales conductor y pasajero, airbags laterales delanteros, Fijaciones de Asientos ISOFIX y TOP TETHER, Alerta de subinflado de neumático (iTPMS). Se suma para las versiones Allure y GT los airbags de cortina. En las versiones Allure y GT, se ofrecen varias ayudas al conductor (ADAS) adicionales, mediante el asistente de conducción Peugeot. Entre ellas esta el frenado autónomo de emergencia, asistencia al mantenimiento de carril, alerta de riesgo de colisión y alerta de punto ciego.
En términos de tecnología y confort, este viene equipado con el Peugeot i-Cockpit que incluye un volante Sport-Drive, una pantalla de 10,3 pulgadas de fácil acceso con Android Auto y Apple Car Play, destacados sobre otros detalles.

### Seguridad

#### Latin NCAP
El 2008 de segunda generación en su configuración latinoamericana más básica con 4 airbags recibió una calificación de 1 estrella de Latin NCAP en 2025 (similar a Euro NCAP 2014).